# Kostel svatého Václava (Želenice)
Kostel svatého Václava je římskokatolický kostel zasvěcený sv. Václavovi v Želenicích v okrese Most. V roce 1993 byl kostel renovován a 7. února 1994 byl prohlášen kulturní památkou ČR.

## Historie

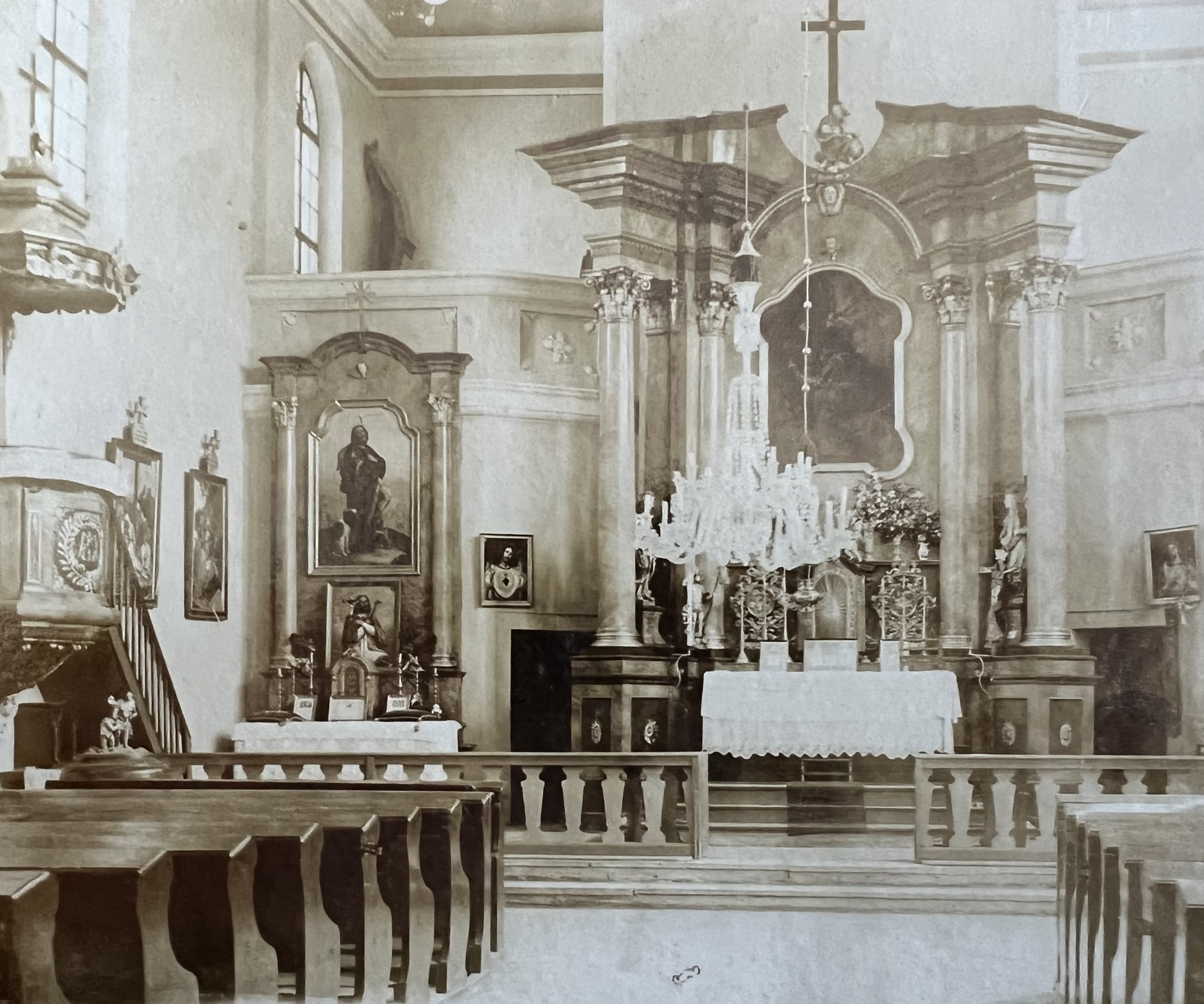
Interiér kostela kol. r. 1905

První písemná zmínka o kostele sv. Václava se nachází v registrech papežských desátků z roku 1352, kdy odváděl ročně 6 grošů. Kolem roku 1385 se stal farním kostelem. V letech 1847–1848 byl na místě původního dřevěného kostela postaven nový zděný kostel jehož donátorem byl kníže Lobkovic z Bíliny. Kostel byl dostavěn v roce 1848 a dne 16. července zde proběhla první mše. Ze starého kostela byly do věže zavěšeny 3 zvony a do kostela přeneseny varhany. V období první světové války byly dva zvony z 18. století rekvírovány společně s píšťalami varhan. V roce 1894 byly koupeny z evangelického kostela v Karlových Varech starší varhany z roku 1860 vyrobeny varhanářem Josefem Müllerem z Chebu. Dva zvony byly odlity v roce 1922 ve zvonařské dílně Richarda Herolda v Chomutově.

## Popis
Kostel se nachází uprostřed obce na návsi a tvoří její dominantu. Jedná se o jednolodní novoklasicistní stavbu obdélného půdorysu. V kostele se nachází socha sv. Rocha z roku 1760, která dříve stála před kostelem. V bývalé faře čp. 27 naproti kostelu dnes sídlí obecní úřad.